# Manuel Vázquez Montalbán

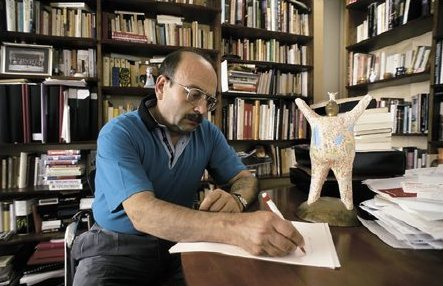
Manuel Vázquez Montalbán

Manuel Vázquez Montalbán (Barcelona, 27 juli 1939 - Bangkok, 18 oktober 2003) was een Spaans schrijver.
Vázquez Montalbán werd als zoon van een Galicisch-Andalusische emigrantenfamilie in 1939 geboren in Barcelona. Hij studeerde filosofie, literatuurwetenschap en journalistiek aan de Universitat de Barcelona. Eind jaren vijftig begon Vázquez Montalbán met politieke activiteiten bij onder meer de Partit Socialista Unificat de Catalunya, een politieke partij die onder Francisco Franco was verboden. Hij werd meerdere malen gearresteerd en in 1962 zat hij enige maanden in de gevangenis. Vázquez Montalbán overleed in 2003 in Bangkok op terugreis van een bijeenkomst in Australië.
Vázquez Montalbán schreef boeken, gedichten, columns en artikels. Hij was onder meer werkzaam voor de krant El País. Van zijn boeken is detectivereeks rond Pepe Carvalho de bekendste. Een van de boeken uit deze serie, El delantero centro fue asesinado al atardecer (in het Nederlands uitgebracht onder de titel Voetbal is oorlog: buitenspel in Barcelona) uit 1989, speelt zich af rondom FC Barcelona, de voetbalclub waar Vázquez Montalbán groot fan van was. In 1992 werd zijn boek Galíndez bekroond met de European Literary Prize.
In 1985 kreeg hij het Creu de Sant Jordi, een van de hoogste onderscheidingen van de Catalaanse regering.
- Bibsys: 90245761
- Biblioteca Nacional de España: XX1005826
- Bibliothèque nationale de France: cb11927807k (data)
- Catàleg d'autoritats de noms i títols de Catalunya: 981058521392006706
- CiNii: DA00205896
- Gemeinsame Normdatei: 119201259
- International Standard Name Identifier: 0000 0001 2283 1604
- Library of Congress Control Number: n79049309
- Nationale Bibliotheek van Letland: 000163862
- MusicBrainz: e3376608-3c09-47c3-9482-3fd59e57e5d7
- Bibliotheek van het Japanse parlement: 00459438
- Nationale Bibliotheek van Tsjechië: jo2003193269
- Nationale bibliotheek van Australië: 35578807
- Nationale Bibliotheek van Israël: 987007422653505171
- Nationale Bibliotheek van Polen: a0000001144879
- Nationale en Universitaire bibliotheek Zagreb: 000221995
- Nederlandse Thesaurus van Auteursnamen: 068437447
- Réseau des bibliothèques de Suisse occidentale: 02-A000174091
- Istituto Centrale per il Catalogo Unico: CFIV015583
- LIBRIS: 100512
- Système universitaire de documentation: 027179001
- Trove: 1002230
- Union List of Artist Names: 500218362
- Virtual International Authority File: 95214151
- WorldCat: E39PBJrKQXkhtkbkYYf3dQkYyd